# Flughafen Neu-Chitose

i7
i11
i13
Der Flughafen Neu-Chitose (japanisch 新千歳空港 Shin-Chitose Kūkō, IATA-Code: CTS, ICAO-Code: RJCC) ist ein Regionalflughafen der japanischen Stadt Chitose in der Präfektur Hokkaidō und liegt etwa sechs Kilometer südlich des Stadtzentrums. Er gilt nach der japanischen Gesetzgebung als Flughafen 2. Klasse und hat ein Passagieraufkommen von jährlich etwa 18 Millionen Passagieren.

## Geschichte
Neu-Chitose wurde 1991 geöffnet, um den alten Chitose Flughafen zu ersetzen, der heute eine JASDF-Basis ist. Sein IATA-Code war ursprünglich SPK, der jedoch später in den Stadtcode CTS umgewandelt wurde. Der kleinere Flughafen Okadama in Sapporo hat den IATA-Code OKD.
Neu-Chitose wurde 1994 der erste japanische Flughafen, der 24 Stunden am Tag geöffnet hat. Während der 1990er Jahre nannte sich der Flughafen „international“ und hatte regelmäßige Verbindungen nach Europa und Ozeanien. Heute haben die Verbindungen nach Europa aufgehört.
Beim Erdbeben am 6. September 2018 kam es zu Schäden an den Check-In-Schaltern. Alle Flüge von und zum Flughafen wurden an diesem Tag gestrichen, nationale Verbindungen wurden am nächsten Tag wieder bedient, internationale Flüge am 8. September.

## Aufbau des Flughafens

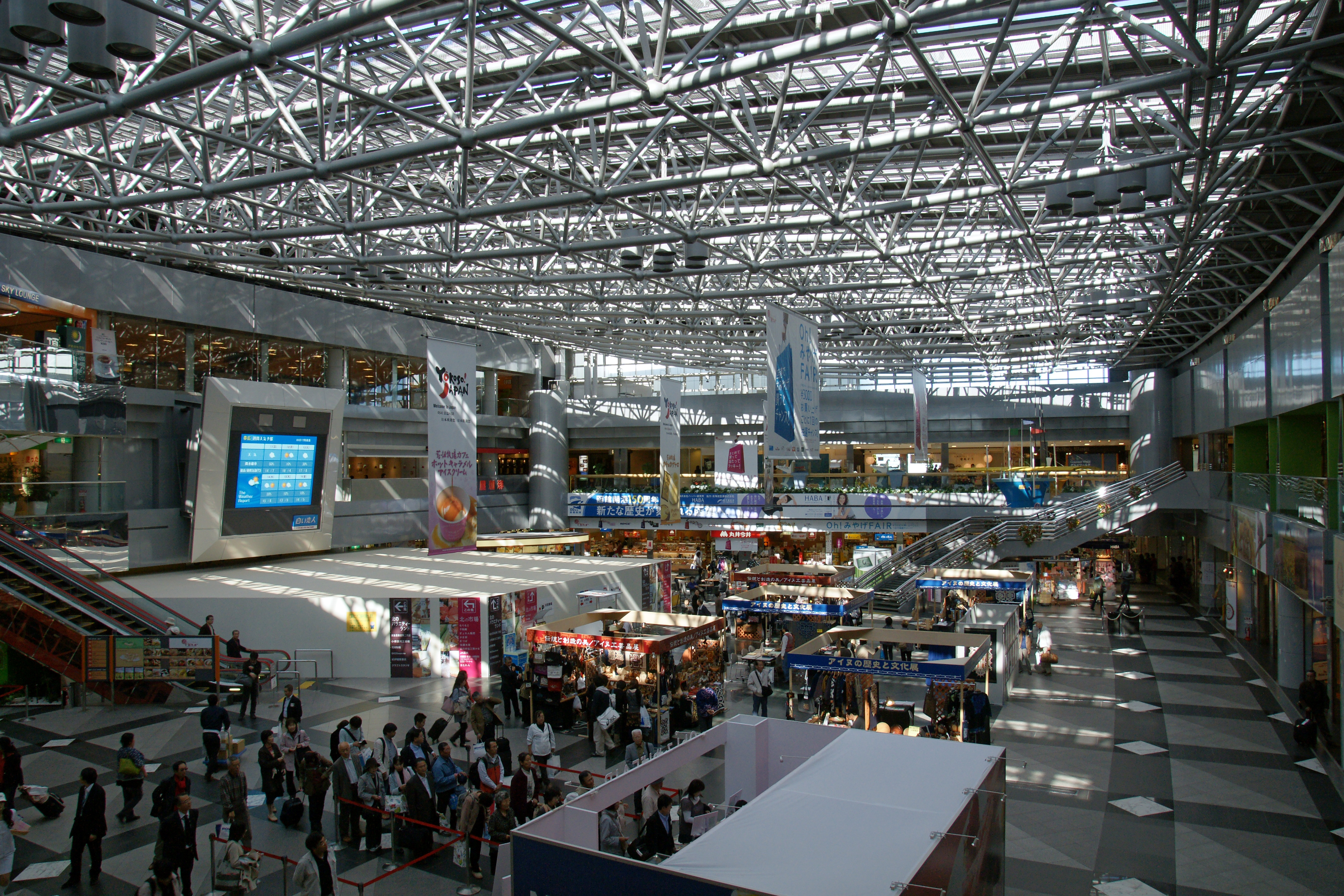
Innenansicht

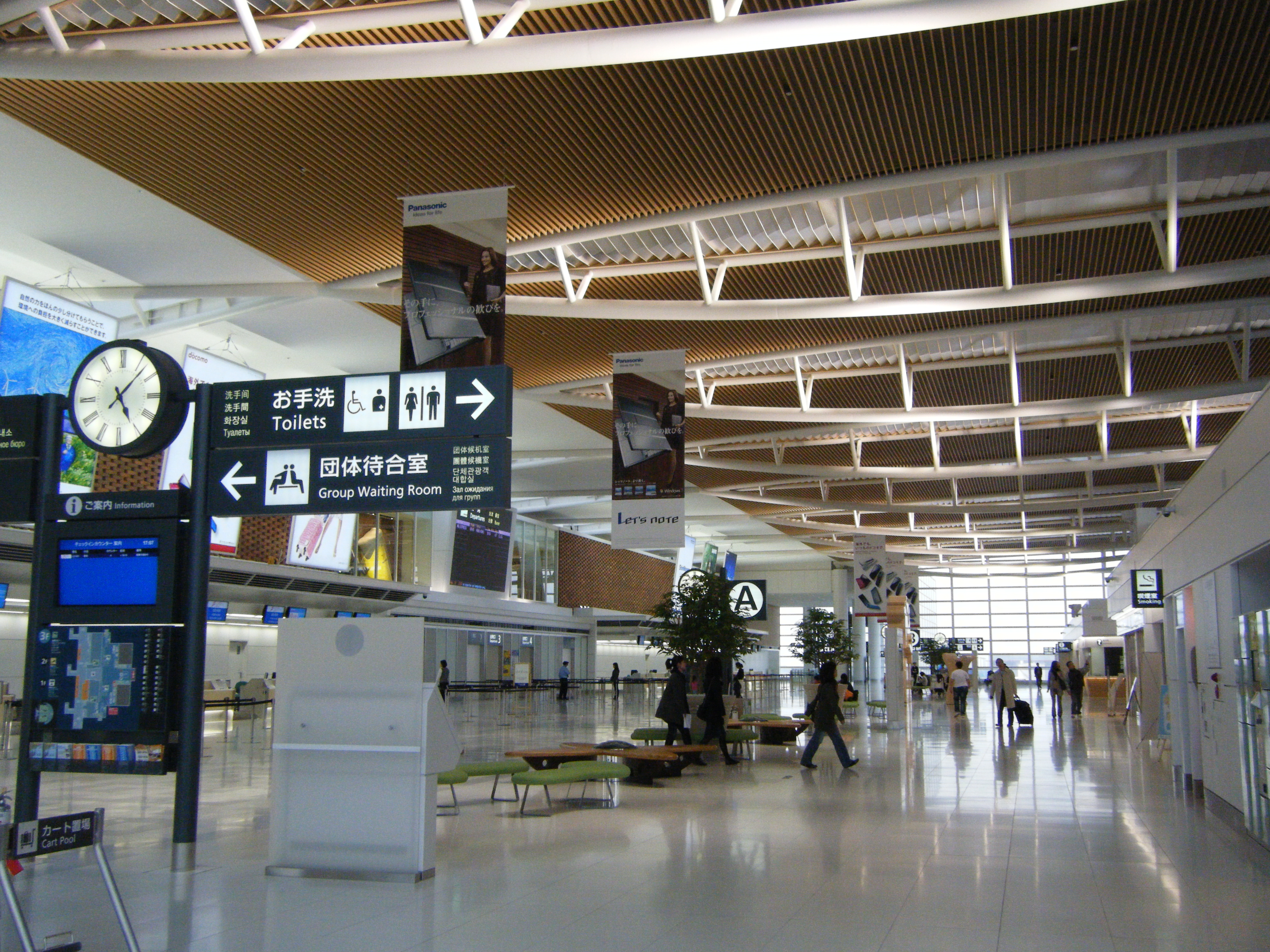
Ankunftslobby des internationalen Terminals

Der Flughafen Neu-Chitose liegt in unmittelbarer Nähe zu seinem Vorgänger-Flughafen. Auch das Pistensystem ist mit dem des alten Flughafens verbunden. Östlich des Terminals (Center Building) liegen die zwei Startbahnen des Flughafens. Nördlich existiert ein kleines Frachtterminal und im Westen des Terminals wurde ein neues International Terminal mit fünf Gates gebaut, das mit dem Center Building über einen Verbindungsgang verbunden ist. Dieses ist an der Seite des alten Chitose-Airport gelegen.
Dieser alte Chitose-Aiport verfügt ebenfalls über zwei parallele Start- und Landebahnen. Im Nord-Westen des alten Chitose-Airports liegt eine Basis der JASDF. Sie ist Heimatbasis der Japanese Air Force One. Gegenüber dieser Basis, auf der anderen Seite der alten Start- und Landebahnen (diese sind jetzt nur noch in Verwendung der JASDF) befinden sich Hangars (unter anderem für die ANA).

## Fluggesellschaften und Ziele
Das Domestic Terminal wird bedient von Japan Airlines, All Nippon Airways, ANA Wings, Air Do, Skymark, Fuji Dream Airlines, Peach Aviation, und Jetstar Japan.
Das International Terminal wird bedient von Japan Airlines, All Nippon Airways, Korean Air,  Aurora Airlines, China Eastern Airlines, Cathay Pacific, EVA Air, China Airlines, Air China, Jin Air, Thai Airways International, T’way Airlines, Spring Airlines, Hong Kong Airlines, AirAsia X, Tianjin Airlines, Asiana Airlines und Air Busan.
Im Inland bestehen vor allem Verbindungen nach Tokio-Haneda, Osaka-Kansai und Tokio-Narita. Außerhalb Japans werden überwiegend asiatische Flughäfen wie Taiwan Taoyuan, Incheon oder Hong Kong angeflogen.

## Verkehrsanbindung
Der Flughafen kann per Eisenbahn über die Chitose-Linie erreicht werden. Unter dem Inlandsterminal befindet sich der Flughafenbahnhof Neu-Chitose. Von dort fahren alle 12 Minuten Schnellzüge nach Sapporo (jeder zweite Zug verkehrt weiter nach Otaru). Außerdem wird der Flughafen von zahlreichen Regional- und Fernbuslinien angefahren.